# Piestinae
Piestinae (лат.) — одно из подсемейств жуков-стафилинид. 7 современных родов и 3 ископаемых.

## Описание
Взрослые особи длиной от 2 до 7 мм, уплощённые, с усиками из 11 члеников (базальные удлинённые, остальные либо удлинённые, либо четырёхгранные), из которых базальный членик самца или обоих полов имеет зубец или пучок длинных и грубых волосков, и с лапками из пяти члеников. У личинки лабиальная лигула широкая, а вершина мандибул разделена на три или четыре. Взрослые особи и личинки медленно передвигаются. Они живут вместе под корой мёртвых деревьев и в срезанных стеблях бананов и, вероятно, являются сапрофагами или микофагами. Представители рода Piestus встречаются под гниющими ветвями в Неотропике. Древнейшие находки Piestinae сделаны в раннем мелу Китая, также подсемейство отмечено из балтийского янтаря.

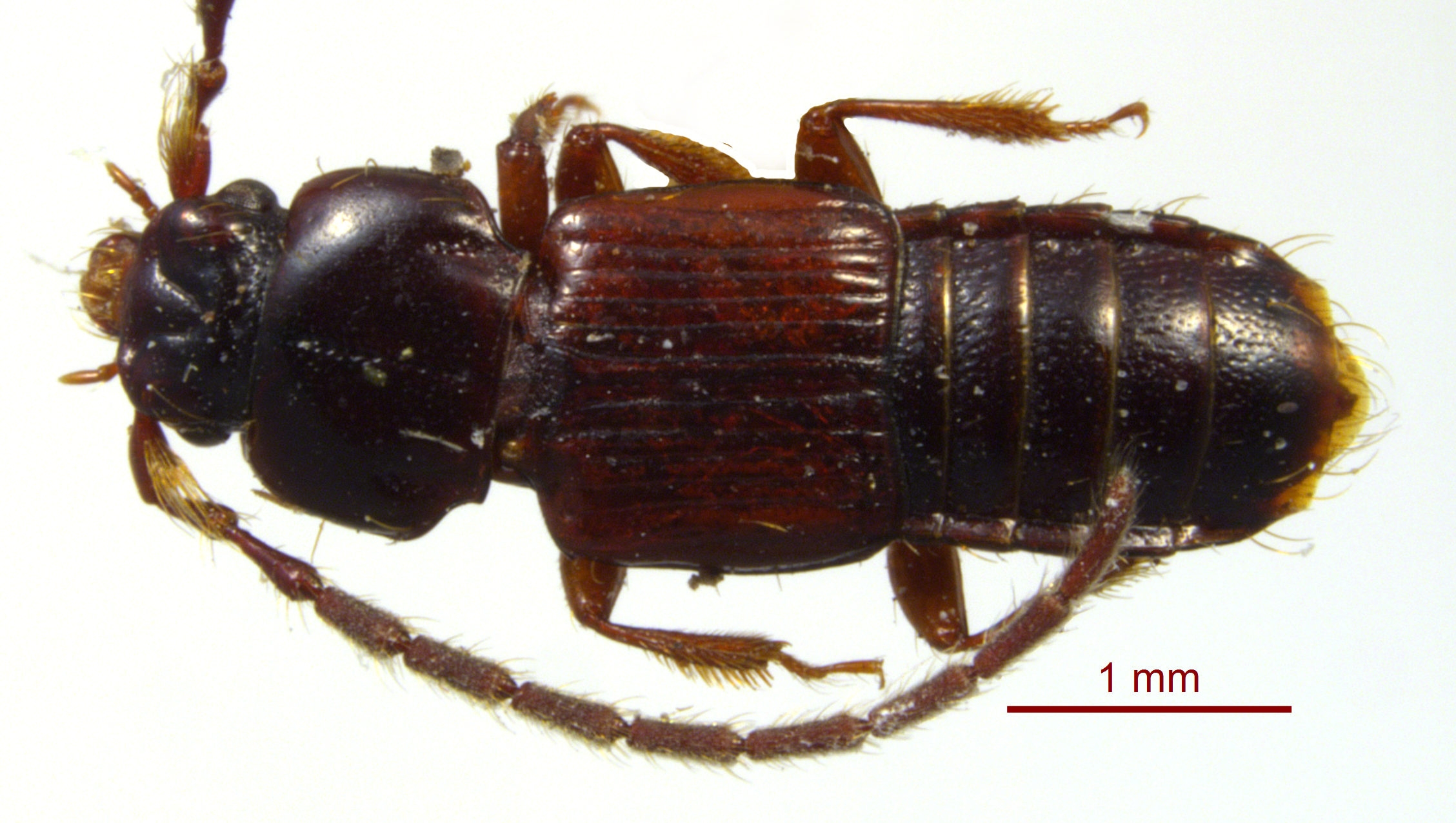
Piestus extimus
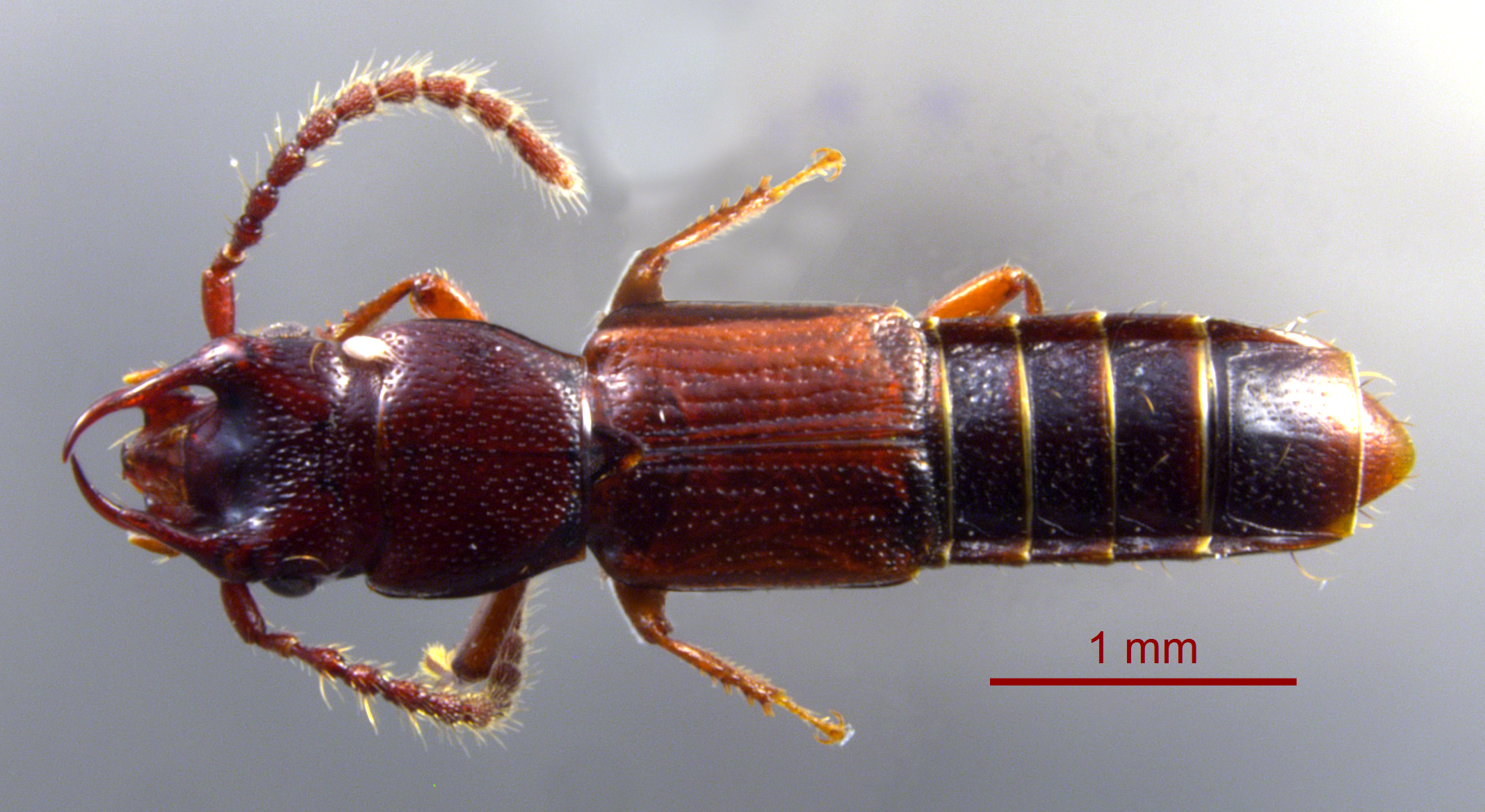
Siagonium punctatum
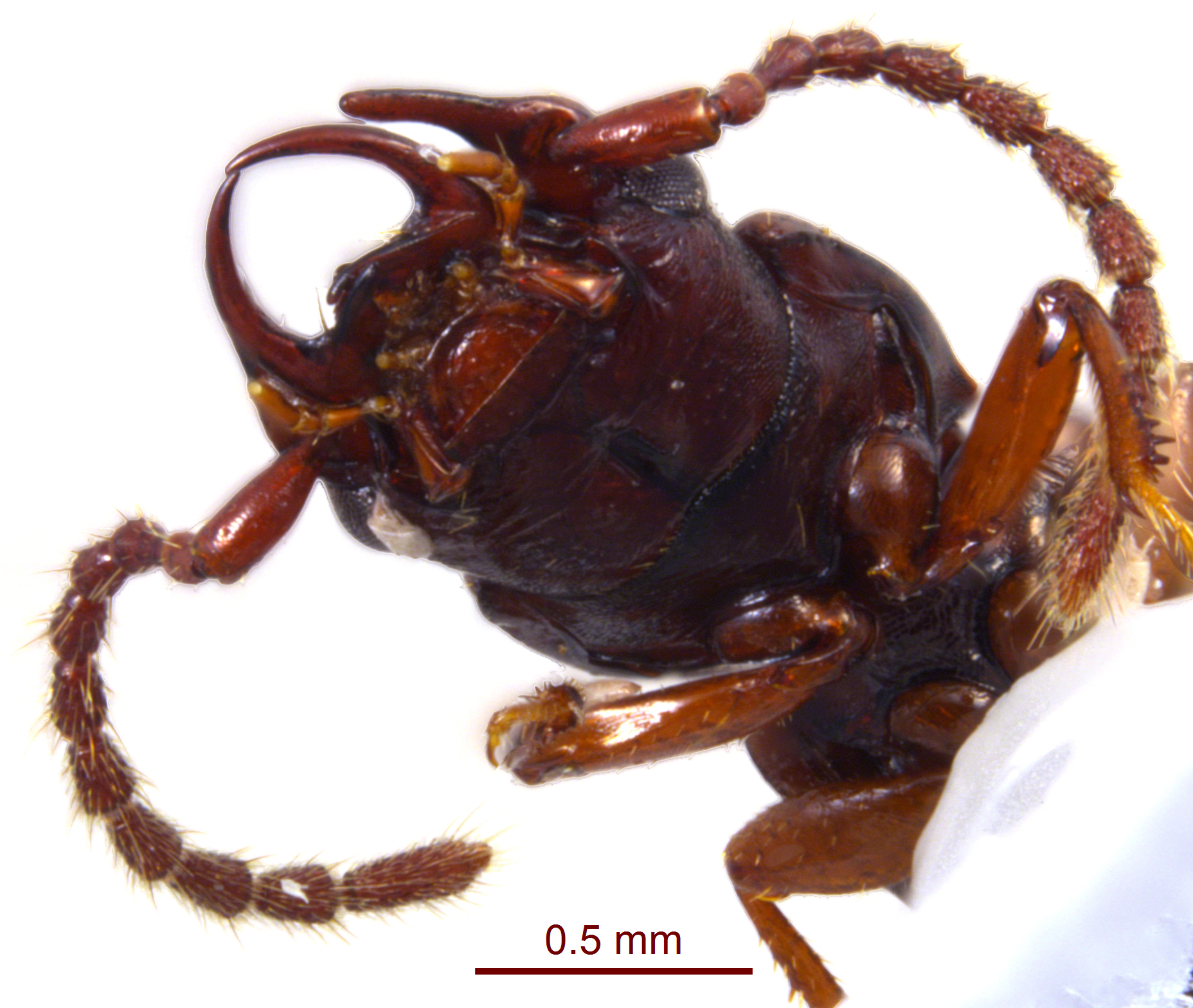
Siagonium punctatum, голова снизу
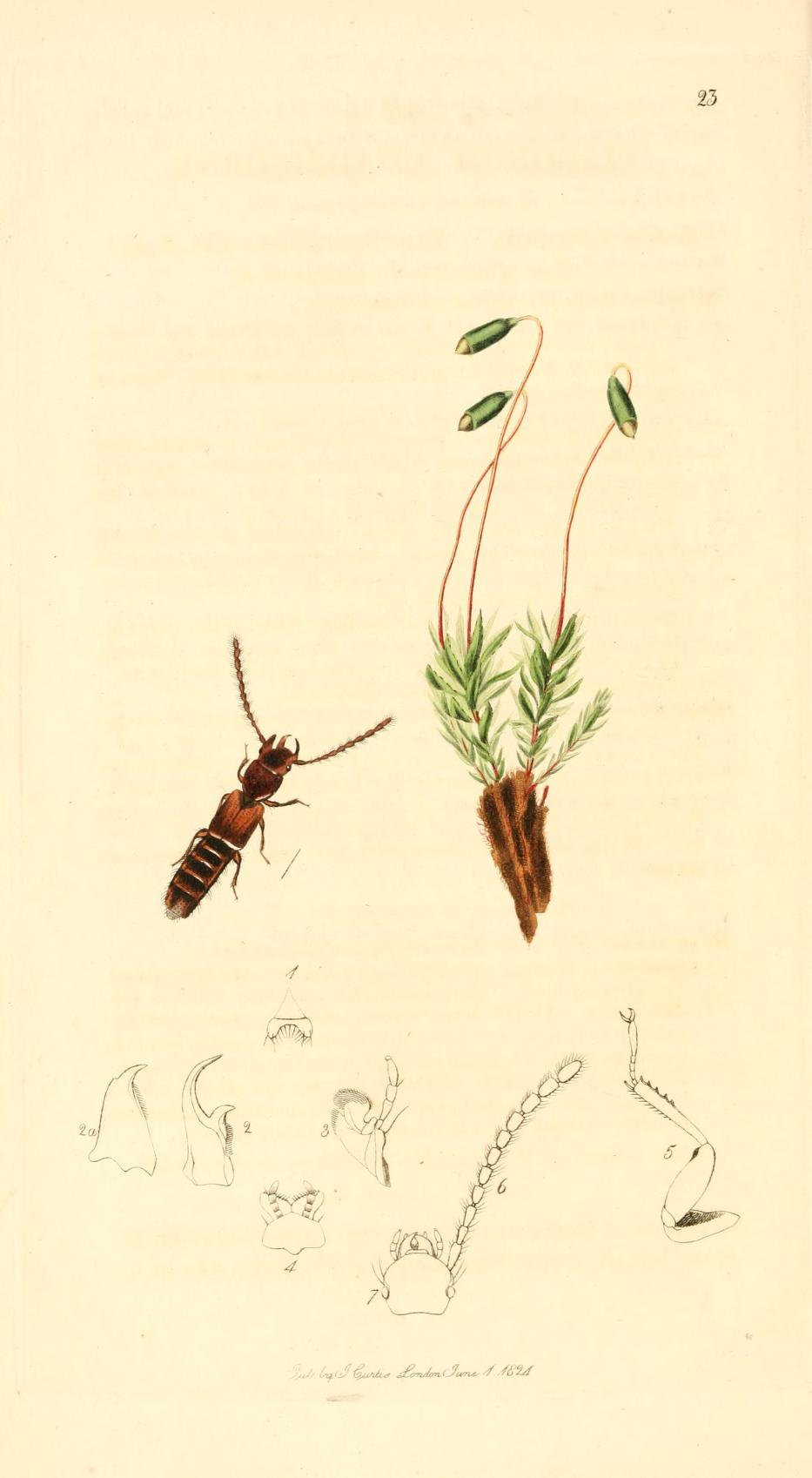
Siagonium quadricorne

## Систематика
Включает 10 родов, из которых три ископаемые. Согласно Лоуренсу и Ньютону (Lawrence, Newton, 1995), входит в состав Oxyteline-группы семейства Staphylinidae: Trigonurinae, Apateticinae, Scaphidiinae, Piestinae, Osoriinae, Oxytelinae. Piestinae рассматриваются монофилетическим подсемейством, но его статус и филогенетическое положение, как возможно сестринская группа к Osoriinae внутри группы Oxyteline group стафилиноидных подсемейств остаётся неясным. 
- †Eopiestus
- Eupiestus
- Hypotelus
- †Paleosiagonium
- Parasiagonum
- Piestoneus
- Piestus[6]
- Prognathoides
- †Propiestus
- Siagonium[7]